# أفرو فولكان
أفرو فولكان (بالإنجليزية: Avro Vulcan)‏ (رسميا هوكر سايدلي فولكان  من يوليو 1963) ، هي قاذفة قنابل استراتيجية، بأجنحة دلتا، أنتجت في 1956 بالمملكة المتحدة. من صناعة أفرو. كانت تستخدم بشكل أساسي من قبل سلاح الجو الملكي. كان أول طيران لها في 30 أغسطس 1952. انتهت خدمتها في 1984. صنع منها 136 طائرة.